# Centro Etnográfico de Arquitectura Tradicional de Villalafuente
Centro Etnográfico de Arquitectura Tradicional de Villalafuente, espacio museístico con sede en Villalafuente, provincia de Palencia. Es de los únicos por su temática. Ocupa el edificio de arquitectura tradicional de la comarca.
Tiene como objetivo poner en valor la localidad. El usuario puede sentirse integrado en el mismo. 

## Datos útiles
- Situación: C/ Real, 15 - Villalafuente
- Horarios de visita: Por determinar.

La localidad presenta, por sus características de tranquilidad y ruralidad, muy buenas condiciones para establecimientos de turismo rural y restauración.